# Noah Maposa
Noah Maposa (Kopong, 3 giugno 1985) è un calciatore botswano, portiere del Township Rollers e della nazionale botswana.